# Brand New Day (álbum de Blood, Sweat & Tears)
Brand New Day es el undécimo álbum original de la banda de jazz rock estadounidense Blood, Sweat & Tears. Fue publicado en 1977, en formato LP, por la discográfica ABC Records.

## Historia
Cuando Columbia Records rompió su contrato con la banda, tras el fracaso económico y comercial de su último álbum en estudio, More than ever, Bobby Colomby (el único miembro que quedaba de la primera formación de la banda, en 1967 y poseedor de los derechos del nombre) cerró un acuerdo con ABC Records para grabar un disco. La banda mantuvo la misma formación base que en More than ever, con la salvedad de la incorporación de Roy McCurdy en la batería, pasando el propio Colomby a tocar la percusión.
El disco apareció en verano de 1977, a la vez que Columbia editaba un disco de la banda en directo, In concert, grabado en 1975. Esta circunstancia supuso un importante freno a las posibilidades comerciales del disco, que consiguió posiciones discretas en el Billboard 200. La banda, con algunos cambios, hizo una larga gira de presentación que la llevó incluso a Europa. Durante el concierto en Ámsterdam, ya en enero de 1978, falleció de sobredosis el nuevo saxofonista Gregory Herbert. Esta circunstancia y los flojos resultados del disco, hicieron que la propia banda y el acuerdo con ABC Records no continuasen.
La producción del disco correspondió a Roy Halee, quien fuera ingeniero de la banda en sus primeros discos, y al propio Colomby. Se grabó en Los Ángeles y en Miami, siendo el mismo Halee quien dirigió técnicamente la grabación (además de tocar la trompeta en un tema). El diseño correspondió a Frank Mulvey, con ilustraciones de Bob Gleason y gráficos de Eric Chan. Al igual que en su anterior disco de estudio, la producción usó un gran número de músicos adicionales. Todos los arreglos musicales son obra de Tony Klatka.
En los créditos, Colomby incluyó un agradecimiento especial a los músicos de las dos primeras formaciones del grupo, por su contribución al legado de la banda.

## Lista de temas

### Cara A
- 1. Somebody I trusted  (Danny Moore) 3,56
- 2. Dreamin' as one  (W. Smith/D. Palmer)  4,10
- 3. Same old blues  (J.J. Cale)  3,07
- 4. Lady put out the light  (Fletcher/Flegg)  4,00
- 5. Womanizer  (Randy Sharp)  3,50

### Cara B
- 1. Blue street  (Randy Edelman)  4,29
- 2. Gimme that wine  (Jon Hendricks))  5,00
- 3. Rock & Roll Queen  (Driscoll/Johnson)  5,10
- 4. Don't explain  (Herzog/Holiday)  6,00

## Músicos
- David Clayton-Thomas - cantante
- Tony Klatka y Forrest Buchtel - trompeta y fliscorno.
- Dave Bargeron - trombón y tuba.
- Bill Tillman - saxo alto, saxo tenor, saxo barítono y flauta.
- Larry Willis - piano, Fender Rhodes y  teclados .
- Mike Stern - guitarras
- Danny Trifan - bajo
- Roy McCurdy - batería
- Bobby Colomby - percusión y coros.

Además, participaron en el disco otros muchos músicos, entre ellos Chaka Khan y Venetta Fields (cantantes), Tommy Morgan (armónica), Willie Smith (órgano), Ernie Watts (saxo tenor), Mike Altschul (saxo y flauta), Pete Jolly (mussette), Paul Shure (violín), y otros.